# Султанзой, Мохаммад Дауд
Мохаммад Дауд Султанзой (дари محمد داوود سلطان‌زوی род. 13 сентября 1952 года), афганский политик, пилот и телеведущий, занимавший пост мэра Кабула с 2020 по 2021 год. В результате падения Кабула завершилось его пребывание на посту президента. Ранее он был избран представителем провинции Газни в Волеси Джирге, нижней палате национального законодательного собрания, в 2005 году Он пуштун из племени гильзай. Он свободно говорит по-английски и до своего избрания был капитаном авиакомпании Соединённые Авиалинии.
Он известен тем, что продвигает право женщин на голосование.

## Биография
Он родился 13 сентября 1952 года в Афганистане, Кабуле. Он окончил Кабульский университет со степенью бакалавра наук в области инженерного менеджмента в 1973 году. Далее прошел обучение в качестве пилота в учебном центре Pan American World Airways и в учебном центре McDonnell-Douglas Corporation . Он имел диплом пилота авиалайнера (эквивалент MA / MS) и был сертифицирован для полетов более чем восьми типов реактивных самолётов с более чем 32000 часов налетов по всему миру.
Султанзой воевал против Советского Союза и Демократической Республики Афганистан в начале 1980-х годов, во время советско-афганской войны. После того, как он был ранен, вернулся в Соединённые Штаты, где стал пилотом и руководителем United Airlines. Он активно участвовал в афганских политических и гражданских войнах в 1980-х и 1990-х годах.
Дауд Султанзой вернулся в Афганистан после вторжения под руководством США в 2001 году и был избран членом Лойя джирги 2002 года . Позже он был избран членом Волеси джирги от провинции Газни на парламентских выборах 2005 года. В течение своего срока он занимал пост председателя комитета по национальной экономике, развитию села, сельского хозяйства и неправительственных организаций . Он также принимал участие в многочисленных президентских делегациях в таких странах, как Германия, Франция, Пакистан, Индия, Россия, Иран, Китай, США и многие другие страны Европы и Азии. Читал лекции и семинары в европейских аналитических центрах Германии, Франции, Италии, Евросоюза, Индии.
Совсем недавно Султанзой вел шоу на Tolo TV и участвовал в президентских выборах 2014 года в Афганистане .
Он возглавлял Комиссию по экономическому развитию афганских аэродромов (AAEDC).
1 апреля 2020 года президент Афганистана Ашраф Гани назначил его мэром Кабула
15 августа 2021 года, после падения Кабула в 2021 году, Дауд Султанзой опубликовал видео, в котором он сказал, что руководство Талибана связывалось с ним и просило его продолжать работать мэром муниципалитета Кабула и «оказывать необходимые услуги населению». 24 августа талибы назначили заместителем мэра Хамдуллу Номани.